# Джим Росс
Джеймс Вільям Росс (англ. James William "Jim" Ross; нар. 3 січня 1952, Форт-Бреґ, Каліфорнія, Сполучені Штати) — коментатор реслінґ-боїв та рефері, відомий своєю діяльністю у WWE, де він працював коментатором і консультантом зі зв'язків з талантами. Нині є співробітником Fox Sports, де пише замітки про події у світі реслінґу та доповіді «з місця подій» про бокс та змішані бойові мистецтва.
У 2007-му долучений до Зали Слави WWE. Поза спортивно-оглядовою діяльністю займається розвитком власного бренду ковбасок для барбекю та книжок з кулінарії.

## Здобутки та нагороди
- Cauliflower Alley Club
  - Art Abrams Lifetime Achievement Award (2010)
- Pro Wrestling Illustrated
  - Нагорода Стенлі Вестона (2002)
- World Wrestling Entertainment
  - Зала Слави WWE (2007)
  - Нагорода Слеммі (2011)
- Wrestling Observer Newsletter
  - Найкращий оголошувач на телебаченні (1988–1993, 1998-2001, 2006, 2007, 2009, 2012)
  - Найгірший ф'юд року (2005) проти родини Макмегонів
  - Зала слави Wrestling Observer Newsletter (1999)